# Thüringische Staatsbank

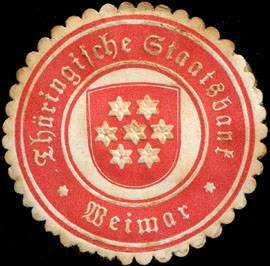
Siegelmarke Thüringische Staatsbank Weimar

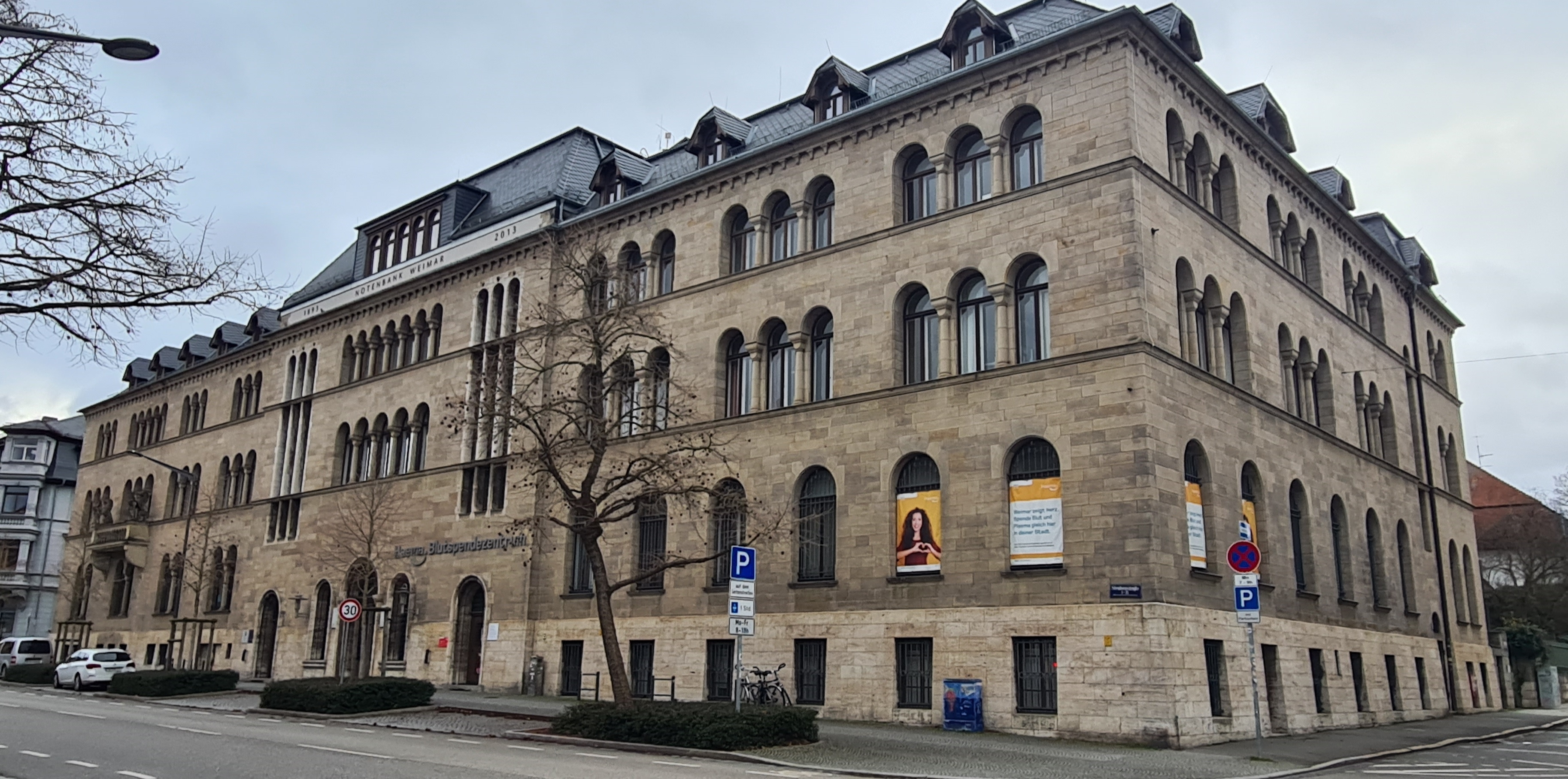
Gebäude der Notenbank Weimar

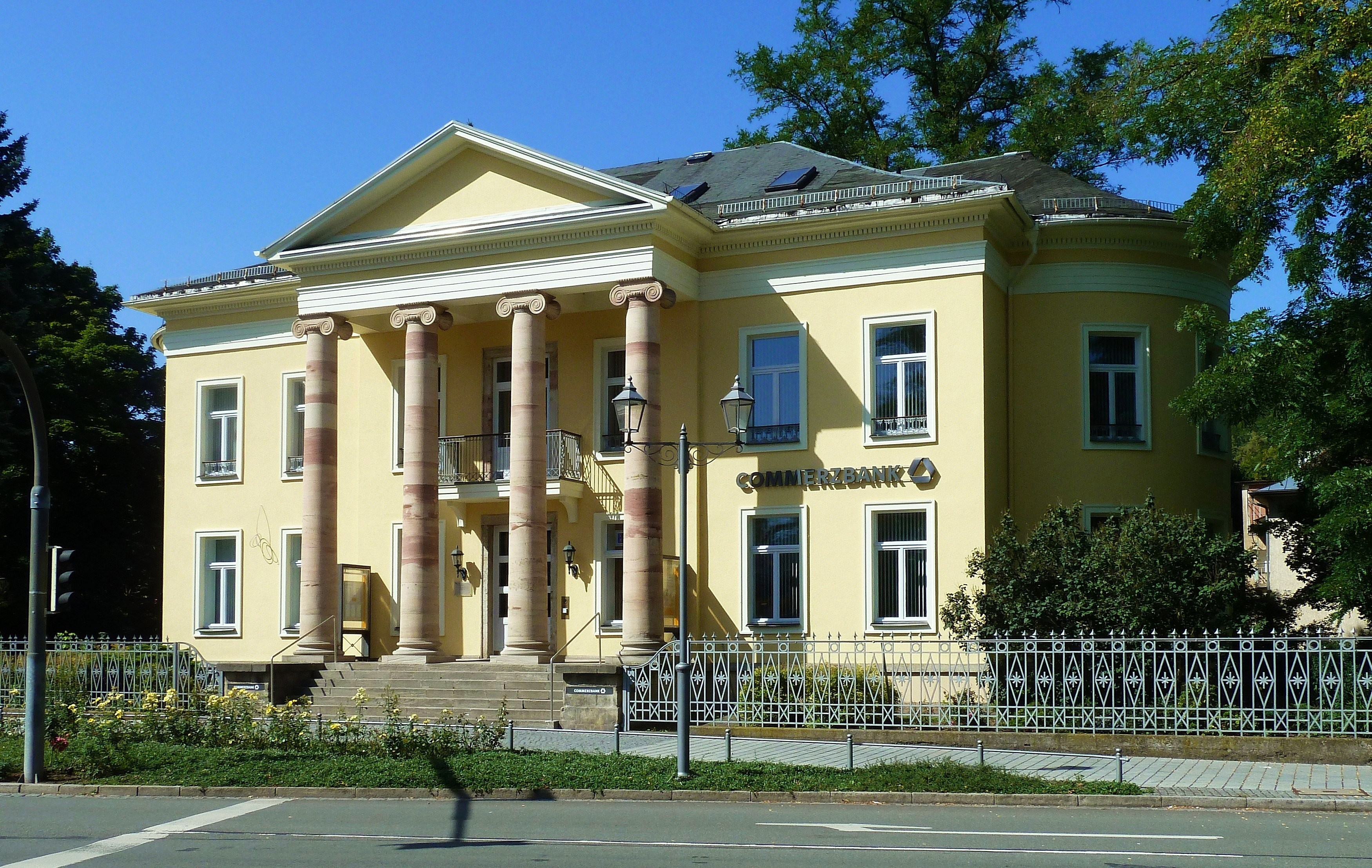
Filiale in Meiningen

Die Thüringische Staatsbank war von 1922 bis 1945 eine öffentliche Bank mit Sitz in Weimar. Es war nicht mit dem Gebäude der einstigen großherzoglichen Notenbank Weimar identisch. Allerdings wurde Die Thüringische Notenbank im Jahr 1923 wurde in die Thüringische Staatsbank überführt. Sitz der Thüringischen Staatsbank war die Schubertstraße 10 in Weimar. Räumlich liegen beide Gebäude in näherer Nachbarschaft.
Die Thüringische Staatsbank in Weimar wurde durch das Staatsbankgesetz vom 20. Dezember 1922 gegründet. Am 1. September 1923 übernahm sie die Landesbank in Rudolstadt, die Landeskreditanstalt Meiningen und die Landessparkassen im ehemaligen Gebiet Gera-Greiz. Sie hatte die Aufgabe, die verfügbaren Gelder des Staates zu verwerten und den Geldverkehr des Staates zu regeln. Weiterhin war sie als Universalbank tätig. Zu ihren Aufgaben gehörten daneben die Bankgeschäfte der Thüringischen Selbstverwaltungskörper, Erwerbs- und Wirtschaftsgenossenschaften, des Handels und der Industrie, der Landwirtschaft und des Kleingewerbes.
Die Verwaltung der Staatsbank erfolgte durch ein Staatsbankdirektorium, welches sich aus dem Präsidenten und einem oder mehreren Mitgliedern zusammensetzte. Die Mitglieder des Direktoriums wurden vom Staatsministerium bestellt. Das Direktorium selbst war dem Finanzminister unmittelbar unterstellt. Die Thüringische Staatsbank unterhielt mehrere Zweig- und Nebenstellen, welche dem Direktorium unterstellt waren.
Mit dem Befehl Nr. 1 des Oberkommandierenden der sowjetischen Streitkräfte wurde die Schließung aller vorhandenen deutschen Banken verfügt. Die Thüringische Staatsbank musste ihre Tätigkeit mit Bilanzen per 8. Mai 1945 einstellen. Auf Grundlage des Befehls Nr. 1 der SMAD zur Neuorganisation des Finanz- und Bankwesens in der sowjetisch besetzten Zone vom 23. Juli 1945 wurden in den Ländern bzw. Provinzen der SBZ Landes- bzw. Provinzialbanken gegründet. Im Land Thüringen erfolgte dies mit dem Landesbankgesetz vom 26. Juni 1946.

## Staatsbankpräsident
- Walter Loeb, bis 1924
- Hugo Jost, von 1924 bis 1933
- Otto Demme, von 1933 bis 1945